# Regeringen Carlsson III
Regeringen Carlsson III var Sveriges regering mellem 1994 og 1996. Det var en socialdemokratisk mindretalsregering. 

## Rigsdagsvalget i 1994
Ved valget til den svenske rigsdag den 18.september 1994 mistede det højreorienterede parti Ny Demokrati sine 24 mandater. Til gengæld vandt Miljöpartiet 18 mandater, og kom dermed igen ind i rigsdagen efter tre års pause. 
Efter valget kunne Regeringen Carl Bildt ikke samle noget flertal i rigsdagen, og Ingvar Carlsson dannede sin tredje regering den 7. oktober 1994. 

## Estonias forlis
Under forhandlingerne om en ny regering forliste færgen Estonia mellem Tallinn og Stockholm. Dette skete natten mellem den 27. og 28. september 1994. De fleste af de omkomne var svenskere.

## Regeringens afgang
I august 1995 meddelte Carlsson, at han ville gå af som partiformand og statsminister. Man regnede med, at efterfølgeren skulle være ligestillingsminister og vicestatsminister Mona Sahlin, men som følge af den såkaldte Toblerone-sag trak hun sig som kandidat og trådte senere ud af regeringen. 
Finansminister Göran Persson blev i december 1995 præsenteret som Carlssons efterfølger. Han blev valgt som partiformand den 15. marts 1996. Den 22. marts 1996 blev Göran Persson statsminister i Regeringen Persson.

## Ministre
Under valgkampen havde Ingvar Carlsson lovet at danne en regering med lige mange mænd og kvinder. Regeringen kom til at bestå af 22 ministre, 11 fra hvert køn.
- Ingvar Carlsson, statsminister
- Senere partileder Mona Sahlin, vicestatsminister.
- Senere statsminister Göran Persson, finansminister,
- Senere udenrigsminister Laila Freivalds, justitsminister.
- Senere udenrigsminister Anna Lindh, miljøminister.
- Tidligere forbruger-, ungdoms- og kirkeminister, senere EU- kommissær, nuværende udenrigsminister Margot Wallström, kulturminister.
- Senere kulturminister og vicestatsminister, nuværende medlem af EU-Parlamentet Marita Ulvskog, civilminister (minister for kirke, idræt, ligestilling og forbrugere).